# 尤巴一世
尤巴一世（布匿语：ywbʿy，希腊语：Ιόβας Α΄）是一位努米底亞的國王，他是先普薩爾二世之子、朱古達的姪子。凱撒內戰期間，尤巴一世與羅馬貴族派結盟，在前49年的巴格拉達斯戰役擊敗蓋烏斯·庫里奧的軍隊，但與梅特盧斯·西庇阿於薩普蘇斯戰役戰敗，自殺身亡。他的兒子是尤巴二世。

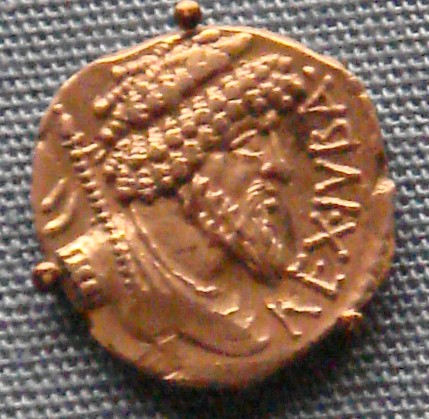
尤巴一世的錢幣，上书拉丁文“REX IVBA”（尤巴王）。

## 外部連結
- Huss, Werner, , Munich: C.H. Beck, 1985, ISBN 9783406306549